# Inch

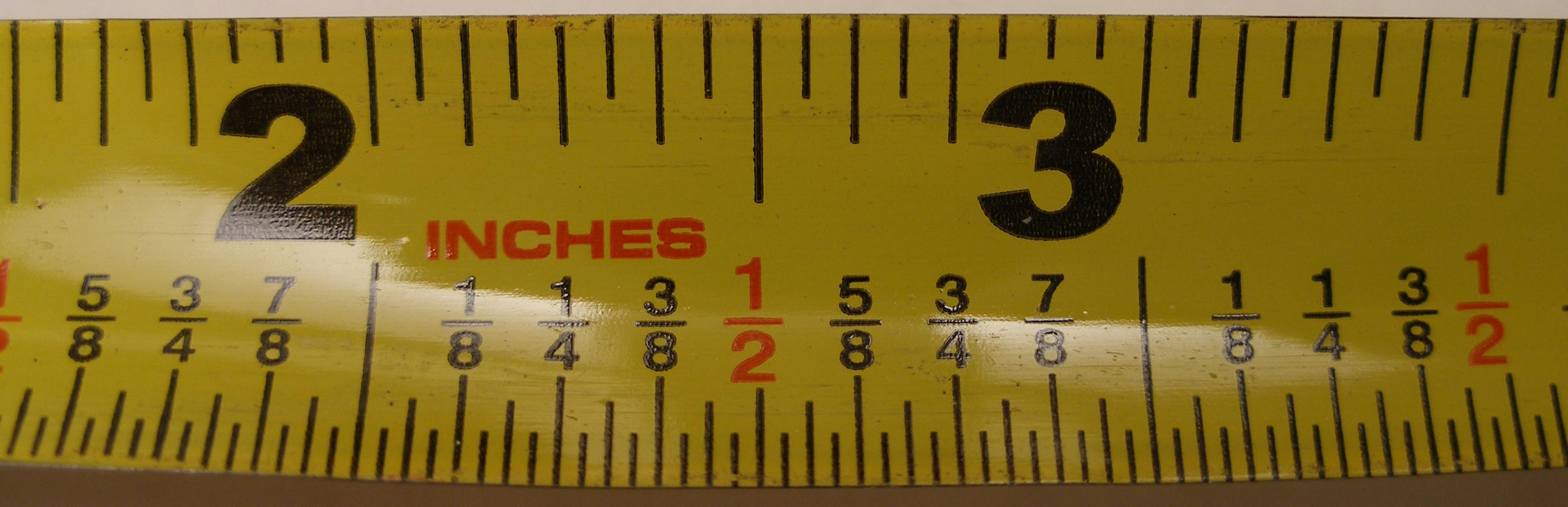
Rolmaat in inches, verdeeld in eenheden van 1/32 inch

De inch (mv. inches) of Engelse duim is een lengtemaat die in Engelstalige landen veel wordt gebruikt. Het eenheidssymbool is in of ″ (Unicode U+2033, soms door het ASCII-teken " vervangen). Een inch is per definitie exact gelijk aan 25,4 mm.

## Geschiedenis en afmeting
De Romeinse uncia (twaalfde, voor een twaalfde deel van een voet) (± 24,6 mm) werd na de verovering van Brittannië door Julius Caesar overgenomen door de Angelsaksen, die dit woord uitspraken als "inch". Daarnaast werd ook de pes, de Romeinse voet (2/3 van de Olympische el, ± 295 mm), door de Britten overgenomen.
Zowel de inch als het Nederlandse equivalent, de duim, heeft een lengte die ongeveer gelijk is aan de breedte van het bovenste kootje van een duim van een volwassen man.
Tegenwoordig is een inch per definitie gelijk aan 25,4 mm. Deze lengte werd in 1958 vastgelegd in de Imperial units (geldig vanaf 1 juli 1959 in de Verenigde Staten van Amerika en het Brits Gemenebest). 12 inch is één foot (304,8 mm). Inch noch voet zijn SI-eenheden (zie ook de tabel van niet-SI-eenheden) en het gebruik wordt daarom afgeraden.
Vóór deze standaardisatie varieerde de grootte met het gebruikte eenhedenstelsel. Bij oppervlaktemetingen in de Verenigde Staten wordt, ook nu nog, gebruikgemaakt van de survey acre die indirect gebaseerd is op de survey inch. Van deze inch gaan er precies 39,37 in een meter, wat deze inch een fractie (ongeveer 0,05 µm) groter maakt dan de huidige standaardinch. Daarmee is ook de survey acre iets groter dan de standaardacre. Het verschil is echter minimaal: minder dan één op de 250 000.
Ook de Nederlandse duim had niet overal dezelfde grootte, zo kon men geografisch verspreide waarden aantreffen van 24 tot 27 mm. De duim leeft nog voort in woorden als duimstok en duimbreed, maar wordt in Nederland niet officieel meer gebruikt.
Doordat het Verenigd Koninkrijk in de geschiedenis veel industriële producten heeft voortgebracht (stoommachines, schepen, treinen en dergelijke) is de inch wereldwijd ingevoerd. Ook door hun koloniën is de inch wijdverbreid. De Britten hadden de gewoonte de inch met breuken onder te verdelen (half, kwart, achtste enzovoorts), de Amerikanen gebruiken ook een decimale onderverdeling. Een mil is één duizendste van een inch en wordt in de Amerikaanse industrie op technische werktekeningen gebruikt.

## Huidig gebruik
In de industrie en de bouw wordt de duim of de inch nog wel gebruikt (bijvoorbeeld een 3-duims pijp, een 1-duims dik houten balkje of 5-duims draadnagel). De afmeting van televisieschermen en beeldschermen van computers wordt ook vaak in inch uitgedrukt. Een normaal vlak beeldscherm (flatscreen) heeft een diagonaal tussen ongeveer 17″ (432 mm) en 24″ (610 mm). Bij televisieschermen loopt dit op naar 75 inch.  
De resolutie van een digitale foto wordt nog vaak in dots per inch (dpi) uitgedrukt. Ook de (inbouw)maten van harde schijven en diskettes (5¼″ (133 mm) of 3½″ (90 mm)), alsmede de diameters van grammofoonplaten (7″ (18 cm), 10″ (25 cm) of 12″ (30 cm)).
Ook de afmeting van luchtbanden en velgen van auto's en (motor)fietsen wordt vaak in inches weergegeven. De maat van fietsbanden wordt officieel in millimeters opgegeven, maar de handel maakt bij voorkeur nog gebruik van de Engelse duim. De wijze van meten is trouwens geheel anders, het met 25,4 vermenigvuldigen van de inchmaat van een band heeft niet de millimetermaat als resultaat.
Het kaliber van een vuurwapen wordt aangeduid in duim of millimeters, bijvoorbeeld .223″ (5,56 mm).
Het kettingpapier, dat vroeger veel in computerprinters werd gebruikt, bestaat uit pagina's met een hoogte van 11 of 12 inch (279 of 305 mm), en de perforatie had een afstand van ½ inch. Een printer drukte meestal 6 regels per inch af. Het is bij het vormgeven van printwerk dat op kettingpapier afgedrukt gaat worden niet handig om in centimeters te ontwerpen.
Het Amerikaanse standaardformaat voor briefpapier is letter, en dat is 11 bij 8½ inch. Dat is iets korter en iets breder dan A4.

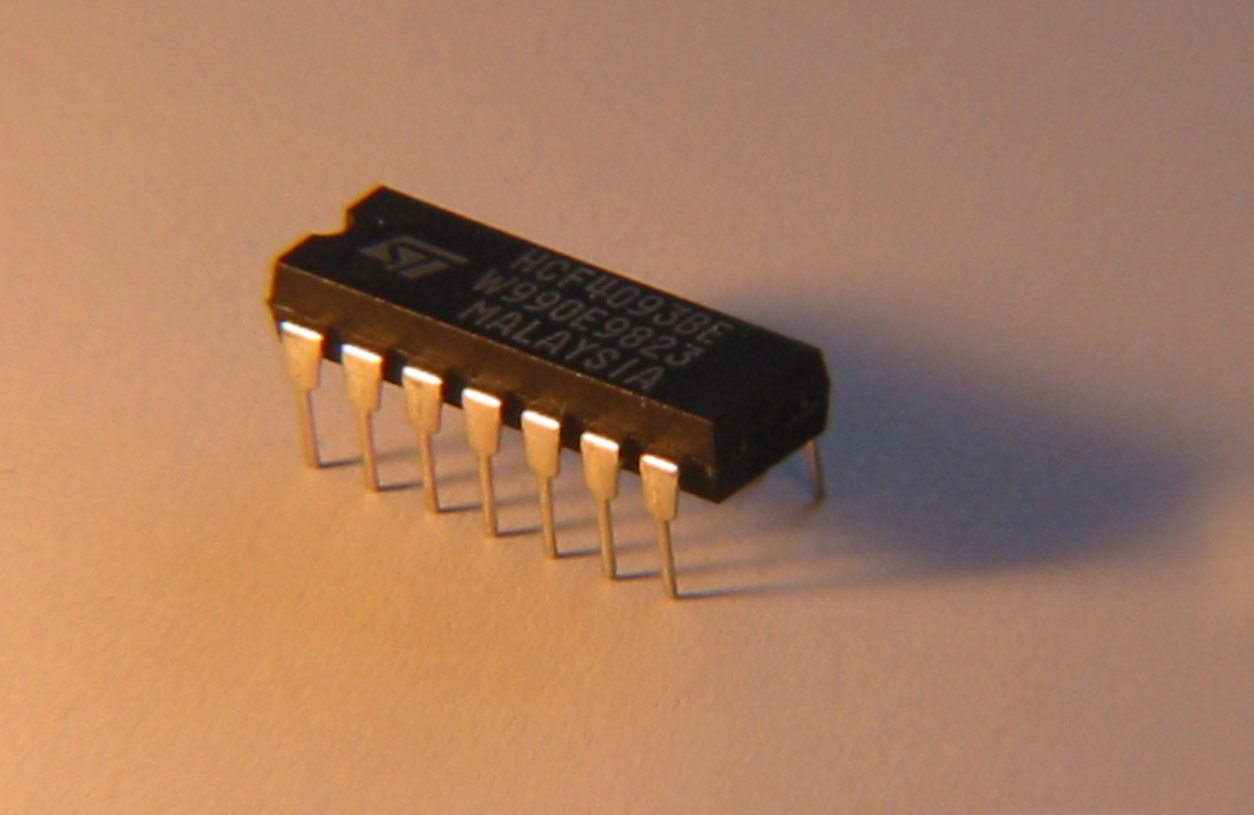
Een geïntegreerde schakeling. De afstand (steek) tussen de pootjes is 1/10 inch.

De ringen van een ringband staan op een onderlinge h.o.h.-afstand van ½ inch. Bij de gaatjes in Meccanodelen is dat ½ inch.
Doordat ze in Amerika ontwikkeld zijn, staan de aansluitpootjes van een DIL-elektronicachip op een onderlinge afstand (steek) van 1/10 inch (2,54 mm), het zogenoemde e-raster. De indeling van een printplaat is vaak nagenoeg geheel gebaseerd op deze afstand. Het is lastig om met verschillende rastermaten te ontwerpen.
De h.o.h.-afstand tussen toetsen op een computertoetsenbord is (meestal) ¾ inch (19,05 mm).
Al deze standaarden konden ontstaan in een tijd dat het gebruik van de inch nog geaccepteerd was in de Angelsaksische landen. Inmiddels is Groot-Brittannië officieel van de inch afgestapt.